# Chojnice

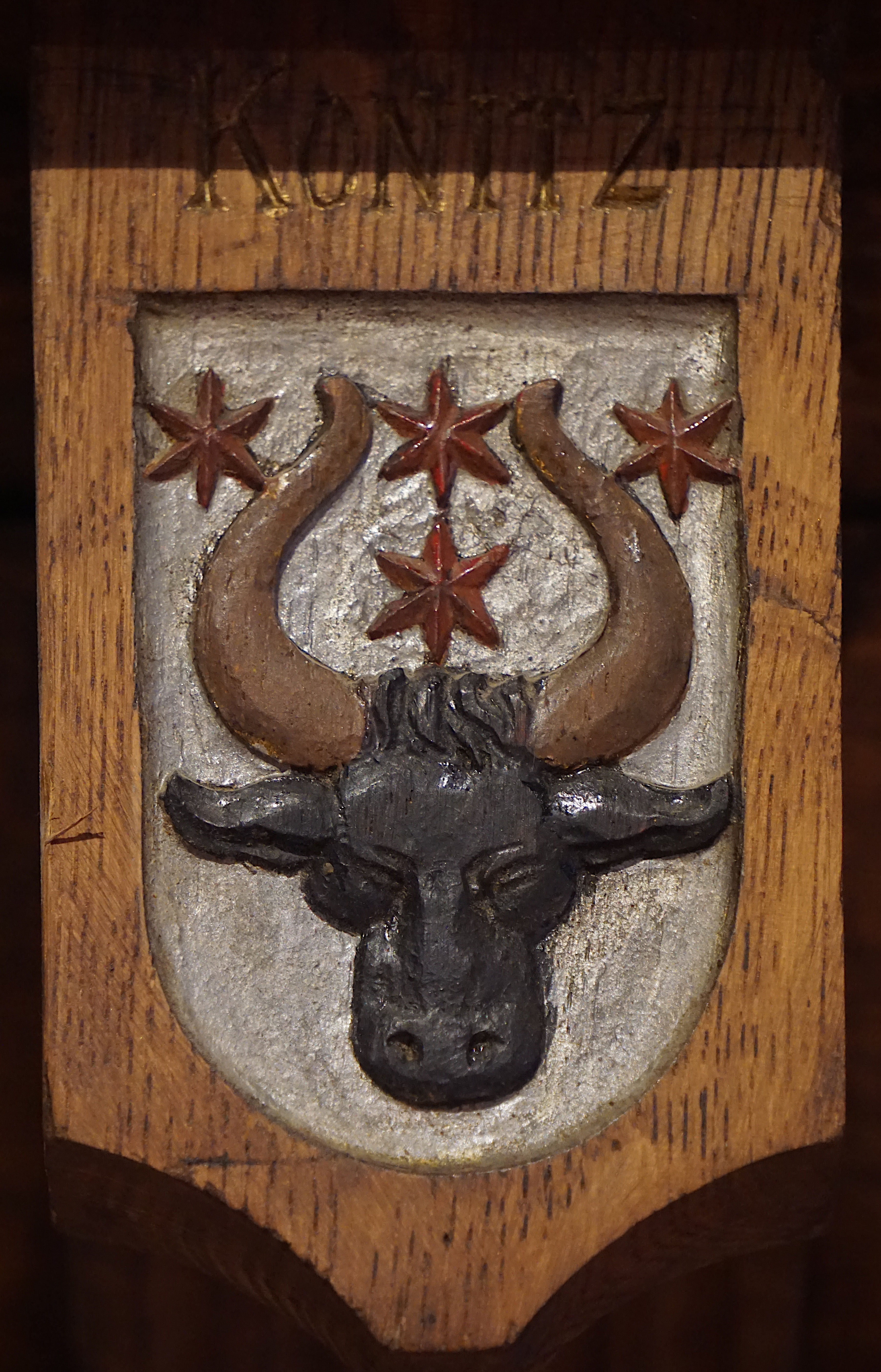
Dawny herb Chojnic w ratuszu staromiejskim w Gdańsku

Chojnice (wymowaⓘ, kaszub. Chònice, Chòjnice; niem. Konitz) – miasto w województwie pomorskim, siedziba powiatu chojnickiego. Obecnie 8. największe miasto w województwie pomorskim pod względem ludności (wg danych na 30 czerwca 2023 r.).

## Położenie
Miasto znajduje się przy drodze krajowej nr 22, w odległości 120 km na południowy zachód od Gdańska.
Chojnice leżą na historycznym Pomorzu Gdańskim. Pod względem etnograficznym są zaliczane do Kaszub.
Według regionalizacji fizycznogeograficznej Polski miasto znajduje się na Pojezierzu Północnokrajeńskim.

## Historia

### Mezolit
W wyniku prac archeologicznych Stefana Karola Kozłowskiego od stanowisk archeologicznych znajdujących się w okolicy Chojnic wyodrębniona została grupa chojnicka kultury chojnicko-pieńkowskiej.

### Początek miejscowości
Osada słowiańska o charakterze miejskim powstała prawdopodobnie już około 1200. Na podstawie badań archeologicznych przypuszcza się że w I połowie XII wieku we wschodniej części późniejszej lokacji miejskiej (na wzniesieniu przy kościele farnym) istniało grodzisko lub umocniona osada, hipoteza ta nie jest potwierdzona i posiada przeciwników. Pod koniec XII wieku wzmogło się średniowieczne osadnictwo w granicach późniejszego miasta. Badania dotyczyły obszaru między ulicami Szewską i Podmurną, budynek lub budowle znajdowały się na przesmyku pomiędzy dwoma jeziorami (lub oddzielały półwysep od dalszej części lądu). Na przesmyku między nieistniejącymi już jeziorami Jeleńcz i Zielonym istniał gród o obronnym położeniu.

### Pierwsze źródła i założenie miasta
Najstarsza pośrednia informacja o Chojnicach zawarta jest w dokumencie wystawionym przez Mestwina II w 1275 augustianom z pobliskiej wsi Swornegacie. W testacji wymieniony został Mislibous Malowy de Choyniz, uważany za pierwszego znanego z imienia mieszkańca miasta.
Braki w źródłach uniemożliwiają pewne ustalenie daty lokacji miasta, wśród przypuszczeń są okolice roku 1322 (co ma związek z powstaniem komturii człuchowskiej, inne proponowane daty to rok 1205, okres przed 1308 lub 1310). W 1340 w dokumencie Wielki mistrz zakonu krzyżackiego Teodoryk von Altenburg z nadania ziem graniczących z Chojnicami, Chojnice określone zostały po raz pierwszy jako „civitas nostrae Conitz” (nasze miasto Chojnice). Na podstawie badań archeologicznych w Chojnicach ustalono, że początki miasta sięgają XIV wieku (drewno użyte w murach datowano na lata 1365 i 1420).

### W składzie państwa krzyżackiego
W 1309 miasto znalazło się pod władzą Krzyżaków, którzy w ciągu pierwszej połowy XIV wieku umocnili Chojnice, powiększyli obszar należący do miasta i wydali ostatecznie w 1360 nowy dokument lokacyjny.
W 1317 likwidacji uległ archidiakonat pomorski. Dawne ziemie kasztelanii raciąsko-szczycieńskiej (w tym Chojnice i okolice) zostały włączone do archidiakonatu gnieźnieńskiego.

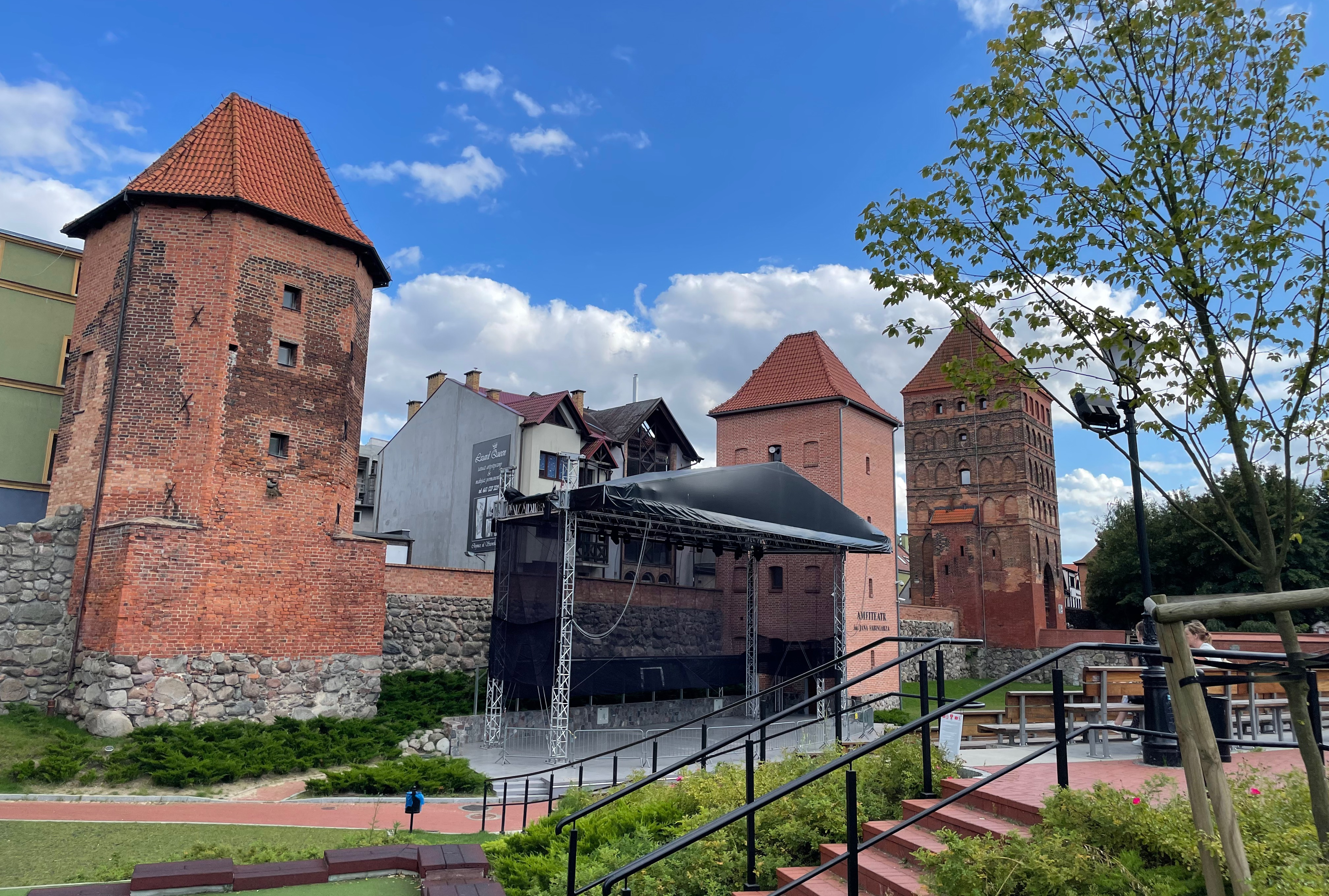
Mury obronne z basztami z 2 poł. XIV wieku (widoczna na zdjęciu baszta środkowa została dobudowana współcześnie po 2000)

Dzięki położeniu przy głównym szlaku łączącym Zakon z Brandenburgią Chojnice rozwijały się bardzo szybko, bogacąc się głównie na handlu. W ciągu 20 lat (1340–1360) wzniesiono kościół farny oraz zakończono budowę fortyfikacji. Uczyniły one z Chojnic także ważne ogniwo w systemie obronnym południowo-zachodniej granicy państwa krzyżackiego. Stąd też miasto nazwane zostało przez Jana Długosza Kluczem i Bramą Pomorza.
Okres powodzenia zakończył wybuch wojny polsko-krzyżackiej w 1409. Po zwycięstwie pod Grunwaldem do miasta na krótko wkroczyły także oddziały polskie. W 1433 miasto oblegane było przez wojska czeskich taborytów wspomagane przez polską szlachtę pod wodzą Jana Ostroroga. Po wybuchu otwartego powstania przeciw Krzyżakom i poddaniu się miast pruskich protekcji Kazimierza Jagiellończyka w 1454 pod Chojnicami doszło do walnej bitwy między wojskami obu stron. W bitwie tej Krzyżacy odnieśli zwycięstwo, którego konsekwencją była uciążliwa 13-letnia wojna. Za lekceważenie chojniczan i krzyżackiej załogi swoimi głowami zapłacił kwiat polskiego rycerstwa, między innymi Jan Zawisza, syn słynnego Zawiszy Czarnego, a sam król musiał salwować się ucieczką. Dopiero w 1466 po trzymiesięcznym oblężeniu miasto, jako jedna z ostatnich twierdz krzyżackich, zajęte zostało przez oddziały koronne.
W latach 1426 i 1472 miasto występuje pod nazwą Choynicza. Według Rymuta w średniowieczu występowała też forma Chojnica, stale w liczbie mnogiej nazwa występuje od XVII wieku.
Jednym z dwóch chojnickich starostów w okresie Rzeczypospolitej szlacheckiej był Andrzej Puszkarz z Dobrzyczan, który uzyskał to stanowisko w uznaniu zasług po wojnie 13-letniej (1454–1466), a pełnił je prawdopodobnie do 6 października 1483, kiedy zmarł. Drugim i ostatnim starostą w Rzeczypospolitej szlacheckiej był Mikołaj Kościelecki, który pełnił urząd między 27 sierpnia 1484 a 26 grudnia 1487.

### Kalendarium

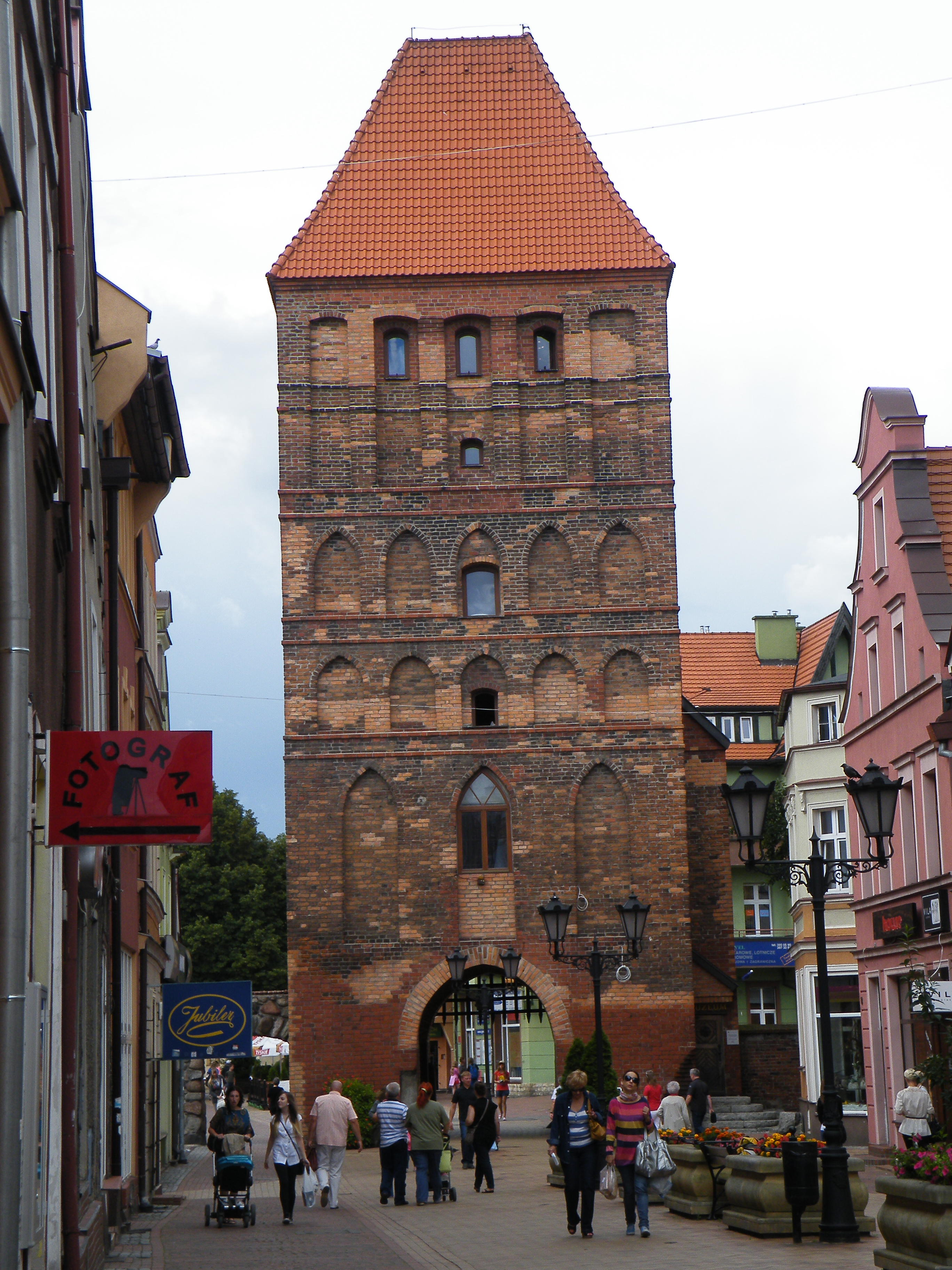
Jedyna zachowana (z trzech), pięciokondygnacyjna Brama Człuchowska (2 poł. XIV w.) obecnie Muzeum Historyczno-Etnograficzne im. Juliana Rydzkowskiego, zał. 1932.

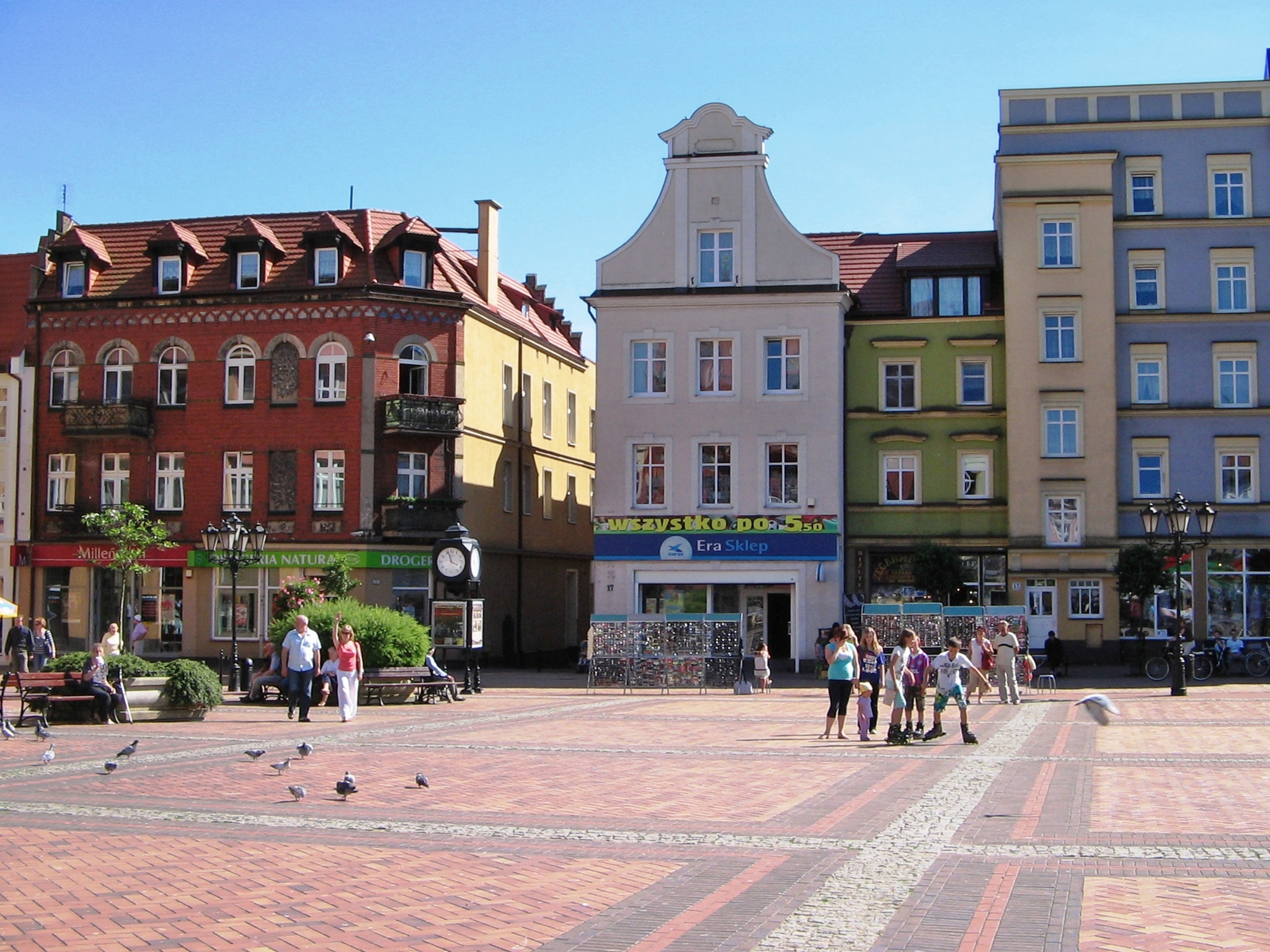
Rynek w Chojnicach

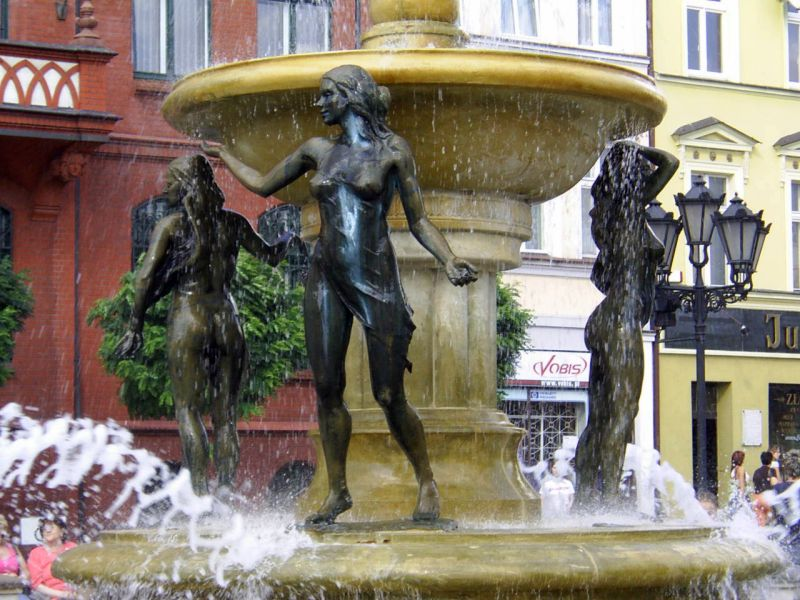
Fontanna na Rynku w Chojnicach

- 1275 – Pierwsza wzmianka o Chojnicach w źródłach historycznych.

Chojnice w Państwie Zakonu Krzyżackiego
- 1309 – Chojnice stają się częścią Państwa Zakonu Krzyżackiego.
- 1340–1360 – Zbudowany zostaje gotycki kościół pw. św. Jana Chrzciciela.
- 1360 – Odnowienie dokumentu lokacyjnego miasta Chojnic. Miasto otrzymało 131 łanów gruntów uprawnych i lasu, w tym miasto 25 i proboszcz 6 łanów wolnych od podatków. Ze 100 łanów miasto płaciło Krzyżakom daniny i podatki w naturze, podobnie jak z młyna, którego posiadanie gwarantował miastu przywilej.
- 1356 – Osiedlają się augustianie, którzy (z przerwą w okresie reformacji) rezydowali w mieście do kasaty klasztoru w 1819.
- 1410 – Po bitwie pod Grunwaldem wojska polskie na krótko opanowują Chojnice.
- 1417–1436 – Rzemieślnicy chojniccy otrzymują wilkierze, czyli przywileje cechowe: 1417 – krawcy, 1422 – tkacze, rzeźnicy, szewcy, nożownicy, kowale, rymarze, konwisarze, iglarze, 1436 – piekarze.
- 1440 – Chojnice składają akces do Związku Pruskiego.
- 1446 – Rada miejska zrywa kontakty ze stanami pruskimi.
- 1454 – Bitwa pod Chojnicami.

Chojnice w Rzeczypospolitej Obojga Narodów
- 1466 – 28 września kapituluje krzyżacka załoga Chojnic. 19 października zostaje zawarty II pokój toruński. Chojnice zostają włączone do Polski.
- 1555 – Rada miejska urzędowo deklaruje przyjęcie wyznania ewangelickiego. Protestanci przejmują z rąk katolików kościół farny. Występujący w obronie kościoła proboszcz Jan Siński został zabity w zamieszkach.
- 1616 – Miasto zwraca katolikom kościół farny.
- 1620 – Osiedlają się w Chojnicach jezuici.
- 1623 – Jezuici otwierają szkołę.
- 1627 – Pożar.
- 1655–1660 – Poważne zniszczenia związane z potopem szwedzkim.
- 1657 – Bitwa pod Chojnicami.
- 1700–1721 – III wojna północna. Następuje zubożenie miasta.
- 1733 – Pożar.
- 1742 – Pożar – spaliła się prawie cała zabudowa miejska.
- 1744 – Została zakończona budowa barokowego kościoła jezuickiego z przeznaczeniem dla uczniów kolegium.
- 1744–1755 – Wzniesiony został gmach szkoły jezuickiej.

Chojnice w Prusach i w Cesarstwie Niemieckim
- 1772 – Po I rozbiorze Polski Chojnice w zaborze pruskim.
- 1815 – Otwarcie gimnazjum państwowego w miejsce byłego kolegium jezuickiego.
- 1819 – Likwidacja klasztoru augustianów.
- 1843 – Założenie miejskiej kasy oszczędności.
- 1846 – Pożar Przedmieścia Człuchowskiego.
- 1848 – Pojawia się Conitzer Mittheilungen – pierwsza gazeta wydawana w mieście[18].

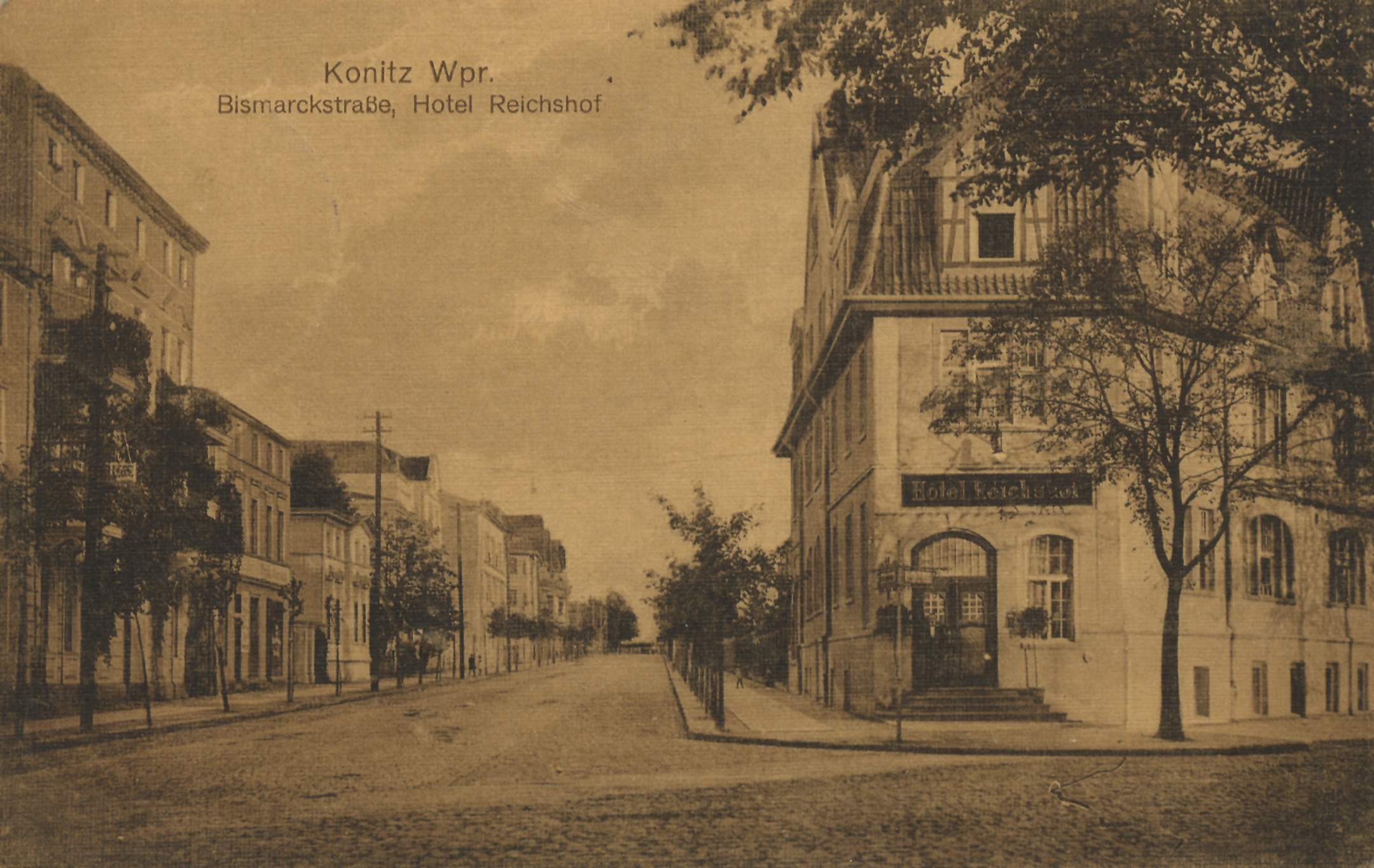
Chojnice pod zaborem pruskim

- 1864 – Chojnice uzyskują połączenie telegraficzne ze Szczecinem.
- 1870 – Uruchomienie gazowni miejskiej.
- 1879 – Chojnice stają się siedzibą sądu okręgowego i prokuratury okręgowej.
- 1886 – Oddany do użytku zostaje szpital prowadzony przez ss. Franciszkanki.
- 1892 - Miasto ma 10.107 mieszkańców - 8.673 Niemców (86%), 810 Kaszubów, 502 Żydów, 106 Polaków i 16 osób innej narodowości. 5.267 ewangelików i 4.322 katolików[19].
- 1900 – Chojnice otrzymują sieć wodociągową i elektrownię. Rozruchy antysemickie w mieście[20].
- 1904 – Założone zostaje Urzędnicze Towarzystwo Budowy Mieszkań w Chojnicach.
- 1909 – Uruchomiona zostaje kanalizacja sanitarna.
- 1910 - Chojnice mają 12.005 mieszkańców - w 93% Niemców[21].
- 1911 – W Chojnicach powstaje pierwsza na Pomorzu drużyna skautowa.
- 1912 – Zaczęto wydawać Gazetę Chojnicką.

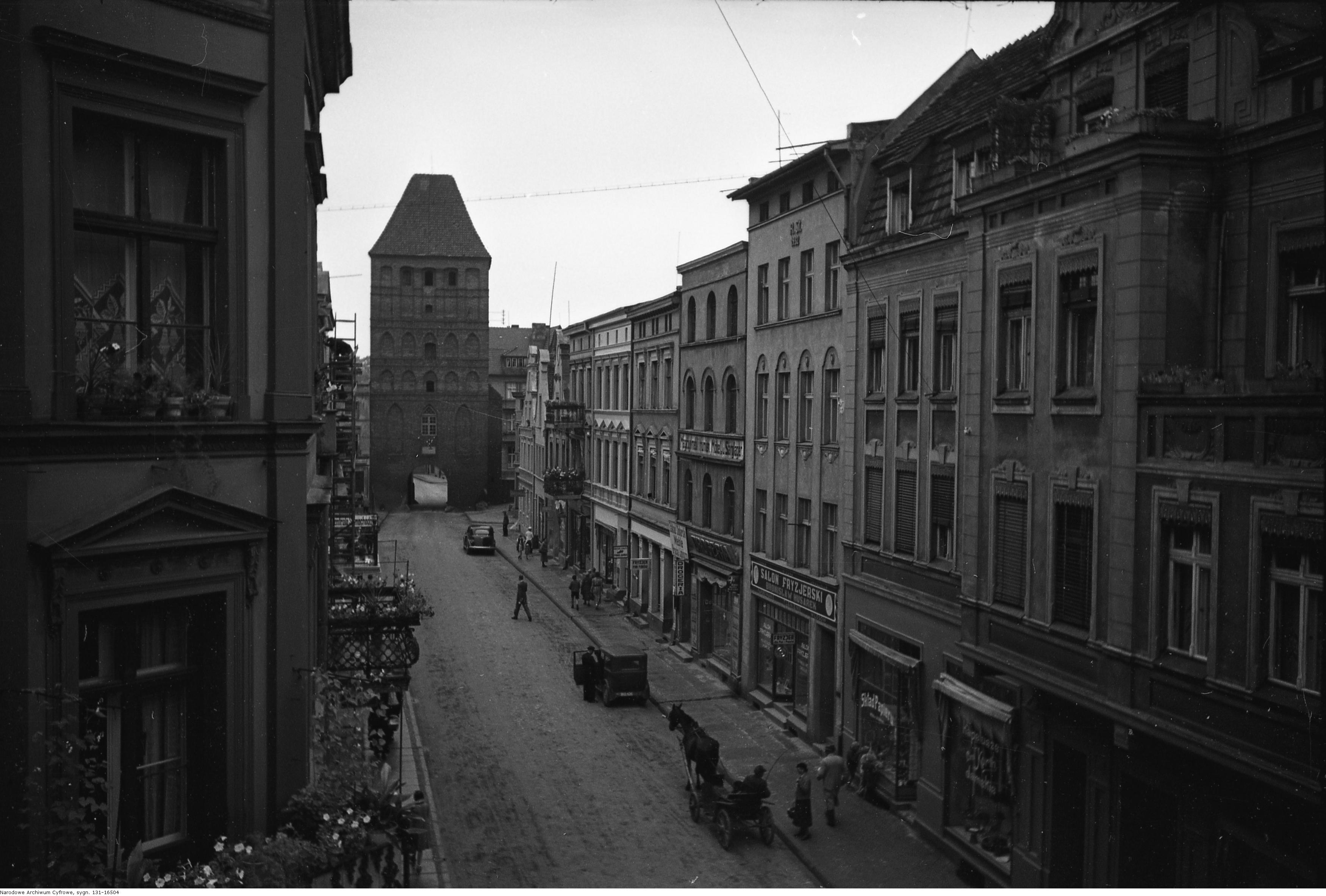
Chojnice w 1938 na zdjęciu H. Poddębskiego

- 1920 – Do Chojnic wkracza wojsko polskie pod dowództwem ppłk. Stanisława Wrzalińskiego, Chojnice częścią odrodzonej Polski.

Chojnice w II Rzeczypospolitej i po II wojnie światowej
- 1922 – Powstaje Klub Żeglarski Chojnice, najstarszy w Polsce klub żeglarski[22].
- 1922 – Powstaje Hufiec ZHP.
- 1924 – Wizyta prezydenta RP Stanisława Wojciechowskiego[23]. Utworzono Szkołę Handlową.
- 1927 – Wizyta prezydenta RP Ignacego Mościckiego.
- 1930 – Rozpoczyna działalność Miejskie Gimnazjum Żeńskie.
- 1932 – Powstaje Muzeum Regionalne.
- 1939 – 1 września, o godz. 4:45 Chojnice zostały zaatakowane przez wojska niemieckie, stoczona została bitwa obronna. 15 września dokonano pierwszej egzekucji trzech obywateli polskich w lesie miejskim. 24 października odbyła się pierwsza masowa egzekucja w „Dolinie Śmierci”, gdzie w 1939 rozstrzelano ok. 2 tys. mieszkańców Chojnic i okolic.
- 1945 – 14 lutego miasto zdobyły wojska radzieckie co było równoznacze z zakończeniem niemieckiej okupacji Chojnic[24].
- 1950 – Odbudowane zostają gmachy: sądu i poczty.
- 1959 – Rozpoczyna działalność miejska komunikacja autobusowa.
- 1960 – 14 lutego reaktywowane zostało Muzeum Regionalne, obecnie Muzeum Historyczno-Etnograficzne.
- W latach 1975–1998 miasto administracyjnie należało do woj. bydgoskiego.
- 1992 – W mieście powstaje lokalne Radio Weekend.
- 1993 – Papież Jan Paweł II nadaje miejscowej farze tytuł Bazyliki Mniejszej.
- 1997 – W Chojnicach powstaje oddział zamiejscowy Politechniki Koszalińskiej.
- 1999 – Chojnice ponownie miastem powiatowym.
- 2002 – Św. Jan Chrzciciel zostaje patronem Chojnic.
- 2004 – Powszechna Wyższa Szkoła Humanistyczna „Pomerania” z siedzibą w Chojnicach została wpisana do rejestru niepaństwowych uczelni zawodowych.
- 2006 – Holiday Chojnice zdobył wicemistrzostwo i Puchar Polski w futsalu.
- 2008 – Otwarcie południowej obwodnicy Chojnic.
- 2016 – Drużyna Red Devils Chojnice zdobyła Puchar Polski w futsalu.
- 2020 – Pożar w miejscowym hospicjum w wyniku którego śmierć poniosły 4 osoby.

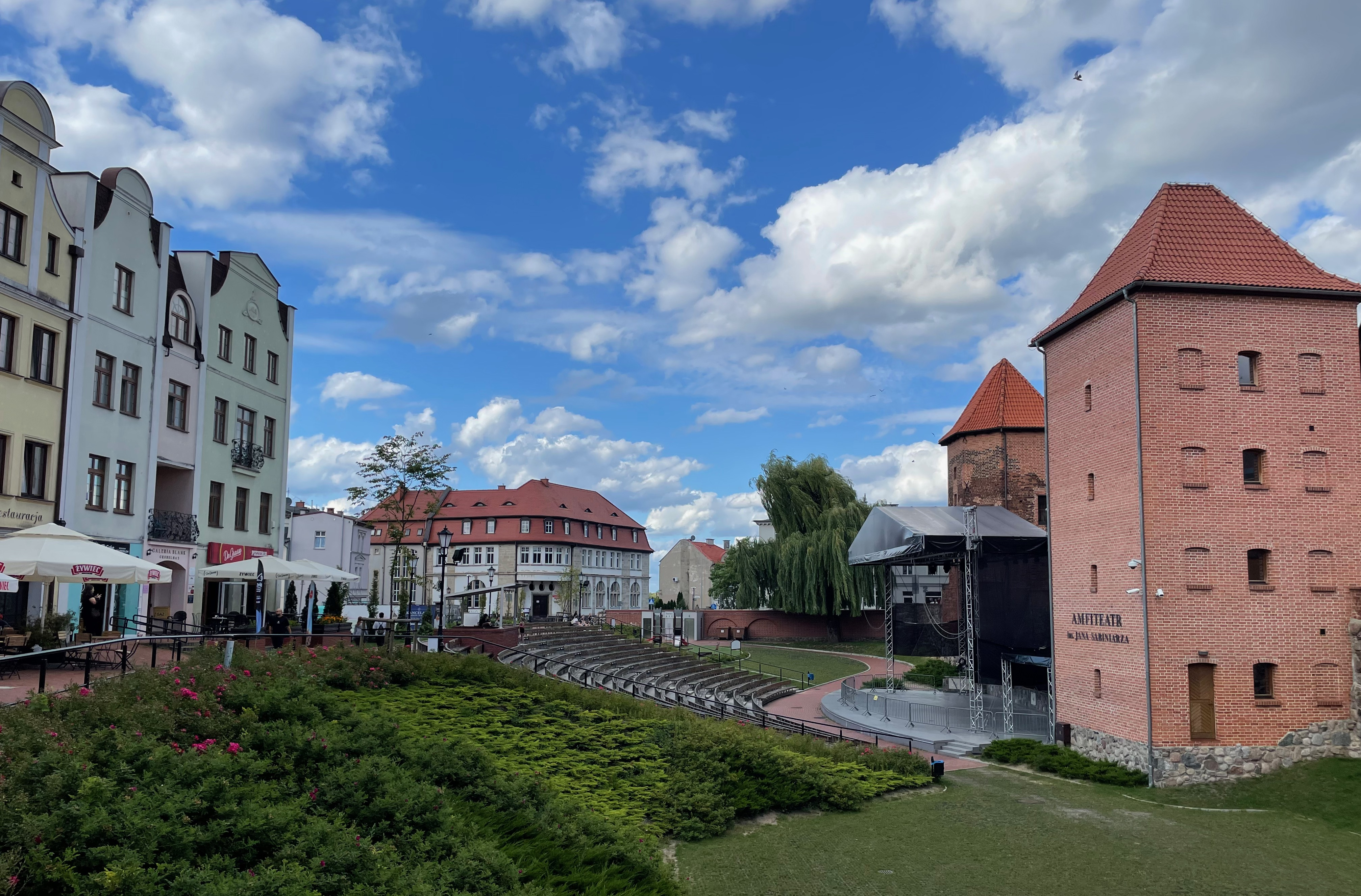
Średniowieczna fosa miejska, obecnie Amfiteatr im. Jana Sabiniarza

## Zabytki

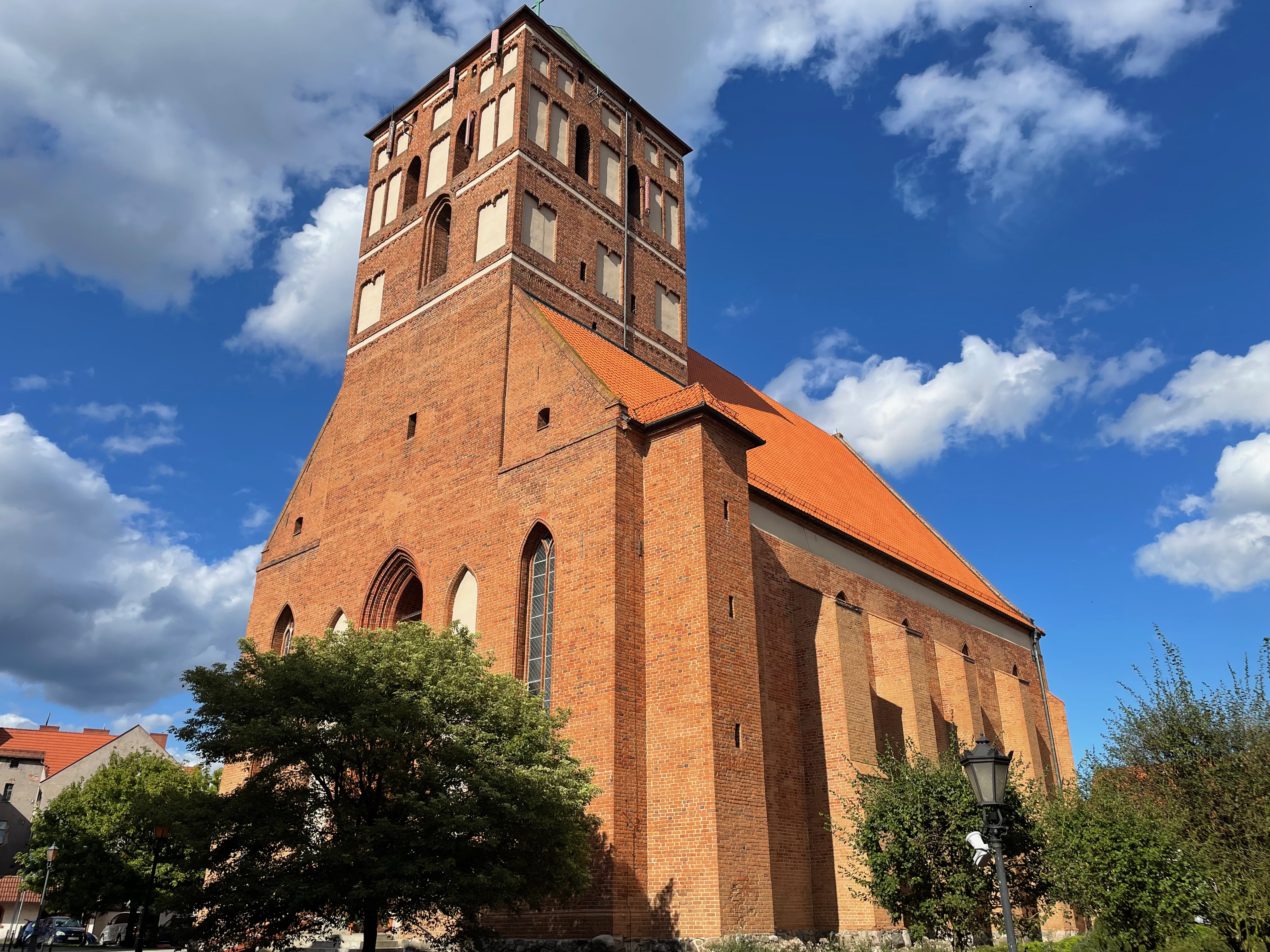
Bazylika Ścięcia św. Jana Chrzciciela

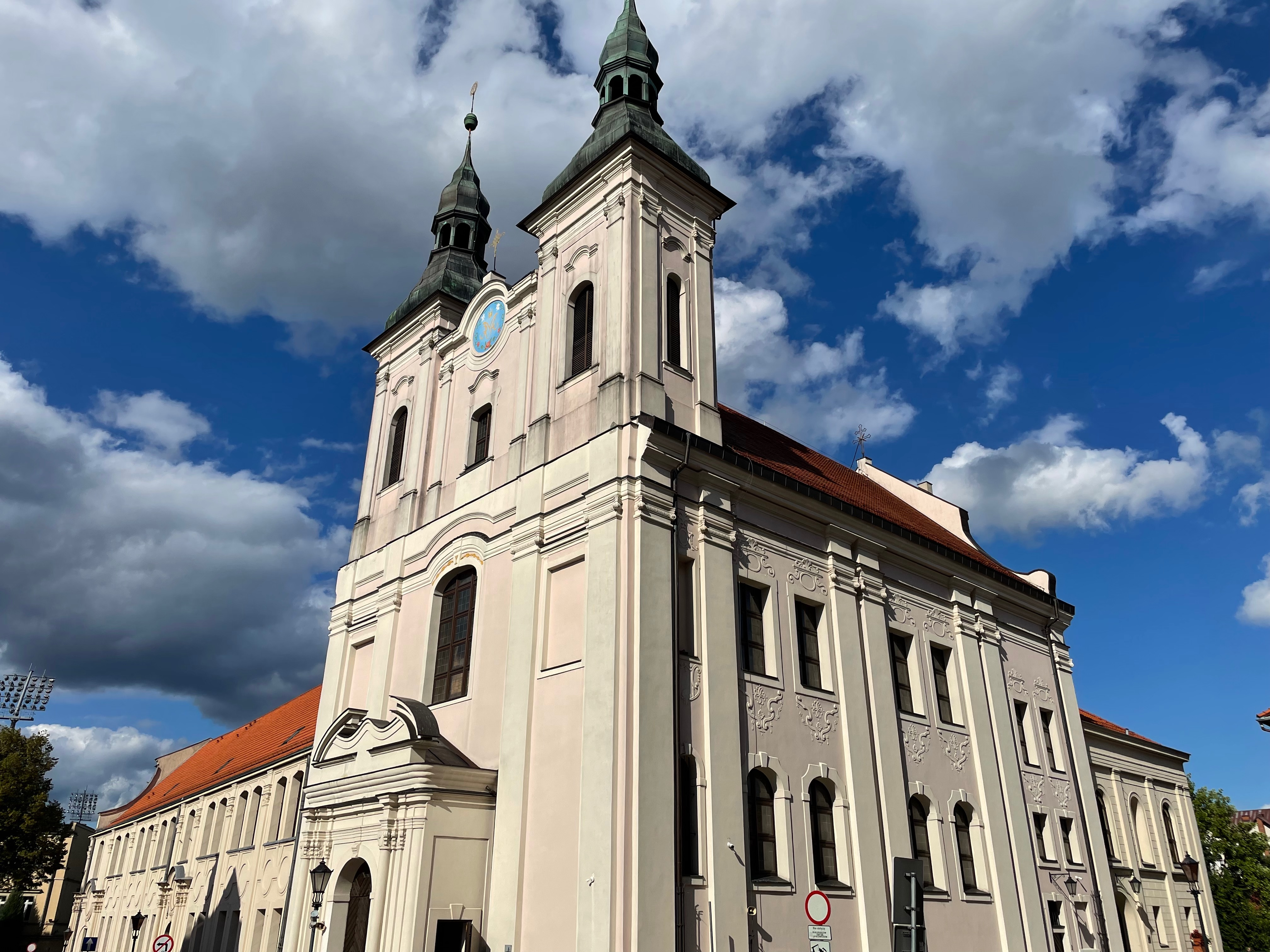
Kościół Zwiastowania NMP

- Bazylika pw. Ścięcia św. Jana Chrzciciela z XIV wieku. Według średniowiecznych podań wybudowana na miejscu pogańskiej świątyni Świętowita. Na wschód od kościoła plebanie (stara – XIV-wieczna i nowa – XVIII/XIX-wieczna)[25].
- Barokowe kolegium pojezuickie z kościołem pw. Zwiastowania NMP z XVIII wieku[26][27].
- Średniowieczne, XIV-wieczne mury miejskie okalające Stare Miasto od zachodu oraz częściowo południa i wschodu[28], oraz liczne baszty (Wronia, Szewska, Kurza Stopa)[29]. W Bramie Człuchowskiej (jedynej z trzech zachowanych) mieści się Muzeum Historyczno-Etnograficzne w Chojnicach, w basztach m.in. galeria sztuki współczesnej, biblioteka i oddział Archiwum Państwowego[30].
- Średniowieczny układ przestrzenny Starego Miasta z kamieniczkami z XVIII i XIX wieku[31]. Na Rynku znajduje się fontanna nawiązująca do klasycyzmu, której rzeźby przedstawiają korowód świętojański.
- Neogotycki ratusz zbudowany w 1902 po wyburzeniu XVI-wiecznego starego ratusza stojącego na Rynku[32].
- Konwikt – dawne kościół i klasztor Augustianów wzniesione w latach 1786–1794, od 1991 siedziba Katolickiego LO im. Romualda Traugutta[33].
- Budynek starostwa z 1892 w stylu eklektycznym, siedziba władz starostwa[34].
- Spichlerze przy ul. Krótkiej, zbudowane w XVIII/XX w.
- Kompleks budynków poszpitalnych w stylu eklektycznym z II połowy XIX i początku XX wieku[35].
- Wieża ciśnień (wodna)[36].
- Zabytkowy, XIX-wieczny dworzec kolejowy.

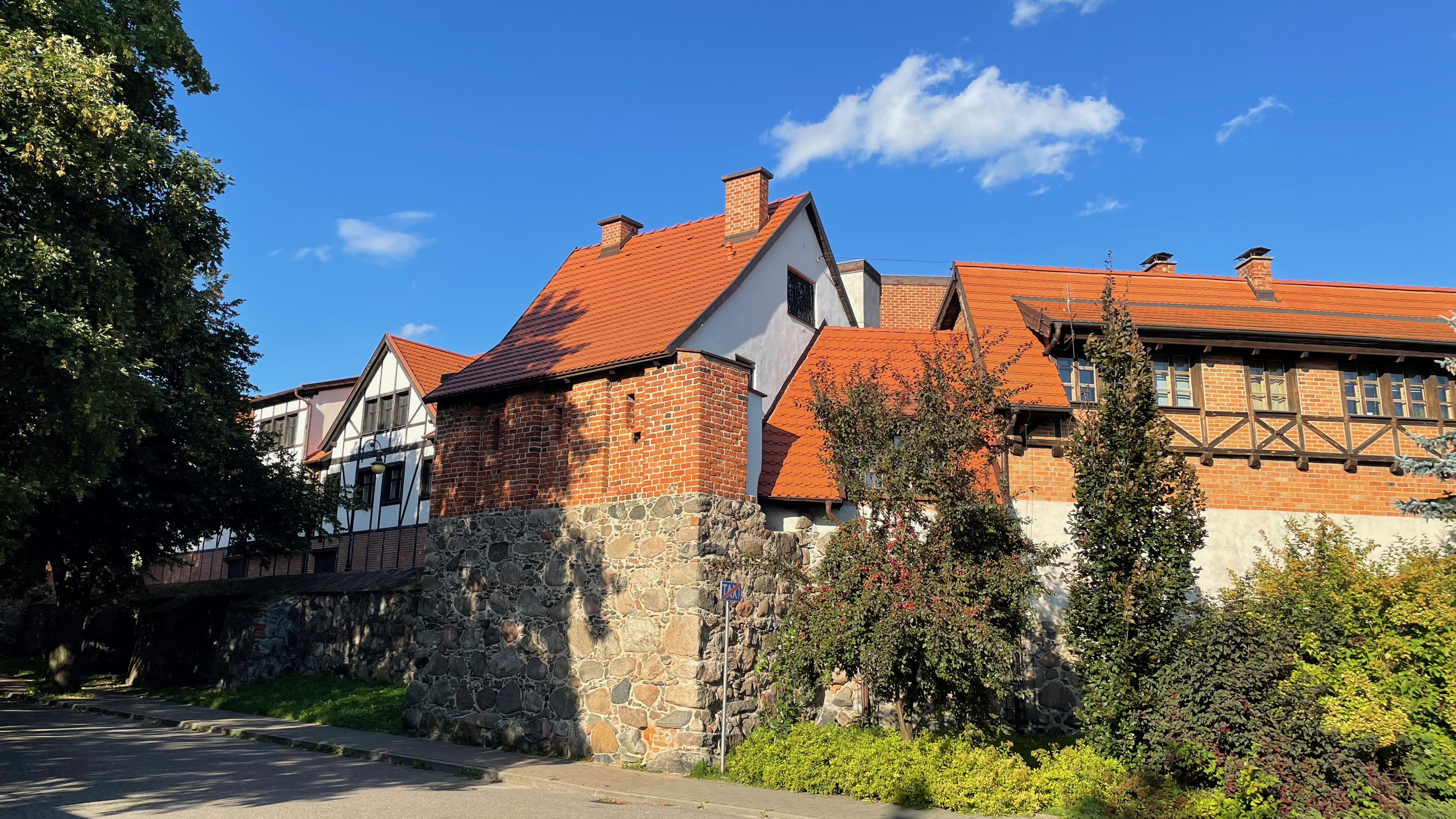
Fragment średniowiecznych murów obronnych, widok od ul. Sukienników

## Struktura powierzchni
Według danych z 1 stycznia 2009 powierzchnia miasta wynosiła 21,05 km². Miasto stanowi 1,54% powierzchni powiatu chojnickiego.
Według danych z 2002 użytki rolne obejmowały 57% powierzchni miasta, użytki leśne – 5%.
Części miasta: Dolina, Grunowo, Igły, Małe Osady, Podlesie, Zamieście.

## Demografia
Dane z 30 czerwca 2023 r.:
| Opis                              | Ogółem | Ogółem | Kobiety | Kobiety | Mężczyźni | Mężczyźni |
| --------------------------------- | ------ | ------ | ------- | ------- | --------- | --------- |
| Jednostka                         | osób   | %      | osób    | %       | osób      | %         |
| Populacja                         | 38 789 | 100    | 20 236  | 52,2    | 18 553    | 47,8      |
| Gęstość zaludnienia [mieszk./km²] | 1842,7 | 1842,7 | 961,3   | 961,3   | 881,4     | 881,4     |

### Dane historyczne
| Rok  | Liczba ludności |
| ---- | --------------- |
| 2007 | 39 784          |
| 2008 | 39 960          |
| 2009 | 39 867          |
| 2010 | 39 919          |
| 2011 | 40 447          |
| 2012 | 40 306          |
| 2018 | 39 904          |
| 2019 | 39 804          |
| 2020 | 39 372          |
| 2021 | 39 158          |
| 2022 | 38 934          |
| 2023 | 38 729          |
| 2024 | 38 508          |

- Piramida wieku mieszkańców Chojnic w 2014[40]:

## Gospodarka
W Chojnicach działa filia pomorskiej Specjalnej Strefy Ekonomicznej, od 2011 na rzecz biznesu działa Inkubator Technologiczny w Centrum Edukacyjno-Wdrożeniowym w Chojnicach. W Chojnicach swoje placówki posiadają liczne banki detaliczne.
W Chojnicach i bezpośrednim sąsiedztwie istnieje rozbudowane zaplecze turystyczne, m.in. działają park wodny i przystań żeglarska (Charzykowy). Miasto jest licznie odwiedzane przez turystów, w tym także z zagranicy, w szczególności z Niemiec. Chojnice są bazą turystyczną do wycieczek na południowe Kaszuby, na tzw. Gochy i Zabory.
Chojnice stanowią swojego rodzaju centrum regionalne. Związane jest to z faktem, że do najbliższego miasta podobnej wielkości (minimum 40 tys. mieszkańców) jest ok. 70 km w kierunku zachodnim (Szczecinek), ok. 90 km na południe (Bydgoszcz), ok. 100 km na północ (Słupsk), ok. 80 km na wschód (Starogard Gdański) oraz ok. 120 km w kierunku północno-wschodnim (Trójmiasto).
Sytuacja taka sprawia, iż sporo osób dojeżdża do pracy do Chojnic z okolicznych miejscowości. Dzięki oddaniu do użytku nowej tzw. południowej obwodnicy, która kosztowała według danych GDDKiA ponad 200 mln zł, umożliwiono znaczne przyspieszenie przejazdu i tranzytu towarów na drodze krajowej nr 22. W planach jest także zbudowanie tzw. obwodnicy zachodniej, umożliwiającej przejazd do Charzyków oraz wjazd na drogę nr 212 prowadzącą w kierunku Bytowa, bez wjazdu do Chojnic.

### Handel i usługi
W mieście znajdują się placówki handlowe sieci: Biedronka, Lidl, Netto, Kaufland, Carrefour, Stokrotka, Polo, Bakoma, Pepco. W 2013 wybudowano największe w południowej części województwa pomorskiego Centrum Handlowe „Brama Pomorza”. Oprócz tego, w maju 2020 r. otworzono Park Handlowy "Retail Partners" o łącznej powierzchni 8500m2.

## Media
- Stacje radiowe nadawane z Chojnic:
  - Radio Głos[46]
  - Radio Weekend Chojnice[47]
- Portale internetowe:
  - ChojniceInfo – portal działa od 2000[48]
  - Chojnice24[49]
  - chojnice.com – portal działa od czerwca 2009[50]
  - chojnice.dlawas.info – regionalny portal internetowy działający od sierpnia 2016
  - historiachojnic.com – portal historyczny Chojnic[51]
  - chojnice.naszemiasto.pl – portal z aktualnymi informacjami dotyczącymi miasta i regionu chojnickiego
  - Chojnice.pl – portal informacyjny
  - e-Chojnice.pl – serwis ogłoszeń[52]
  - chojnice.tv – portal z transmisjami na żywo i wideoreportażami z Chojnic i okolic[53]
- Lokalne gazety:
  - Gazeta Pomorska – codzienne wydanie chojnickie (zasięg: powiat chojnicki, powiat człuchowski – oba w województwie pomorskim, powiat sępoleński, powiat tucholski)

## Transport

### Drogowy
| Droga nr | Trasa                                                                         | Przebieg w mieście                            |
| -------- | ----------------------------------------------------------------------------- | --------------------------------------------- |
| 22       | Gorzów Wielkopolski – Człopa – Wałcz – Człuchów – Chojnice – Malbork – Elbląg | Obwodnica miasta Chojnice                     |
| 212      | Bytów – Chojnice – Zamarte                                                    | ulice: Bytowska, Stefana Batorego, Sępoleńska |
| 240      | Świecie – Tuchola – Chojnice                                                  | ulice: Sukienników, Gdańska, Tucholska        |
| 235      | Korne – Chojnice                                                              | ulica Kościerska                              |

28 listopada 2008 została oddana 14-kilometrowa Obwodnica Chojnic. Prace nad obwodnicą trwały przeszło 2 lata. Obwodnica posiada 2 węzły komunikacyjne (Chojnaty i Lipienice) i została podzielona na trzy odcinki:
- Odcinek Nieżywięć-Chojnaty: jedna jezdnia o szerokości 7 metrów – 2 pasy ruchu o szerokości po 3,5 metra, pobocza utwardzone szerokości 1,50 m.
- Odcinek Chojnaty-Lipienice: odcinek dwujezdniowy, każda jezdnia o szerokości 7 metrów, po dwa pasy ruchu w każdym kierunku z bitumicznymi poboczami szerokości 2 m, pas dzielący szerokości 4,5 m.
- Odcinek Lipienice-Pawłowo: odcinek jednojezdniowy o trzech pasach ruchu, każdy pas ruchu o szerokości 3,5 m (dwa pasy ruchu w kierunku Chojnic, jeden w kierunku Starogardu Gd.)[54].

W styczniu 2024 roku trwa budowa nowego odcinka drogi wojewódzkiej 212 (nazwanego obwodnicą zachodnią), która ma wyprowadzić ruch tranzytowy z centrum miasta.
W Chojnicach znajduje się siedziba przedsiębiorstwa PKS Chojnice, obsługującego linie komunikacyjne w powiatach chojnickim, tucholskim oraz sępoleńskim. 31 grudnia 2012 jego suma bilansowa wynosiła 10,94 mln zł, kapitał własny 5,53 mln zł, kapitał zakładowy 6,84 mln zł. Przychody ze sprzedaży w 2012 wyniosły 40,54 mln zł, strata netto 303,36 tys. zł, a zatrudnienie 117 osób. 11 września 2013 Skarb Państwa za 840.125,55 zł sprzedał przedsiębiorstwo firmie Blue Line Sp. z o.o. Warszawa, uzyskując 14,73 zł za 1 udział.

### Kolejowy

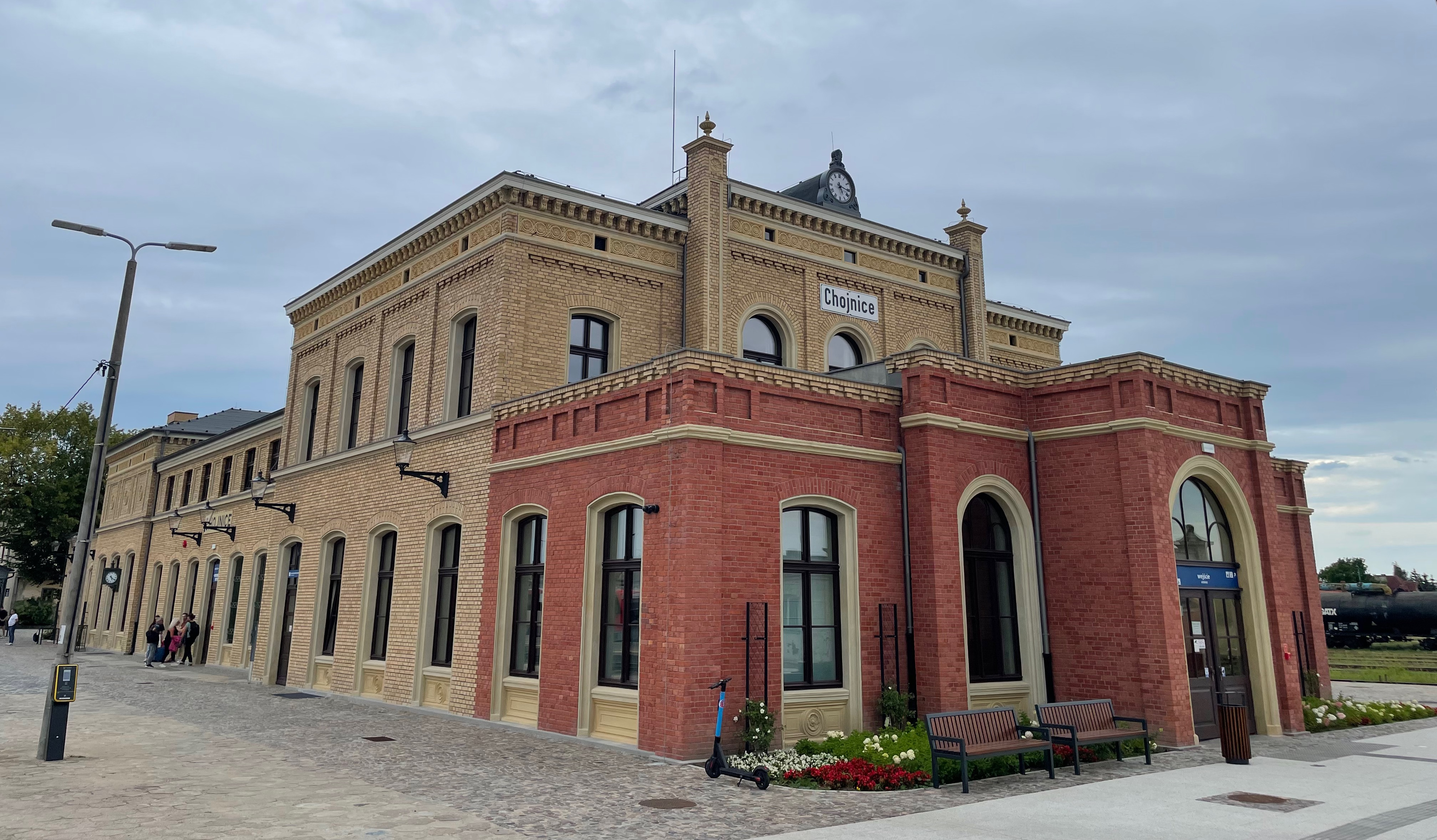
Dworzec kolejowy od frontu

Stacja kolejowa w Chojnicach jest węzłem kolejowym, w którym spotyka się pięć linii kolejowych: 203 (Tczew-Chojnice-Kostrzyn), 208 (Działdowo – Chojnice), 210 (Chojnice – Runowo Pomorskie), 211 (Chojnice – Kościerzyna) i 281 (Oleśnica – Chojnice). Wszystkie linie są niezelektryfikowane, czynne w ruchu towarowym oraz pasażerskim, jedynie na linii kolejowej nr 281 w 2000 zawieszono kursowanie pociągów pasażerskich do Nakła nad Notecią.
Obecnie z Chojnic można dojechać bezpośrednim pociągiem do:
- Bydgoszczy przez Tucholę, Wierzchucin
- Kościerzyny przez Brusy
- Piły i Krzyża przez Złotów
- Szczecinka przez Człuchów
- Tczewa przez Czersk, Starogard Gdański, wybrane kursy przez Gdańsk do Gdyni (w sezonie do Helu)

### Lotniczy
28 sierpnia 2012 otwarto oficjalnie sanitarne lądowisko przy ul. Leśnej.

## Edukacja

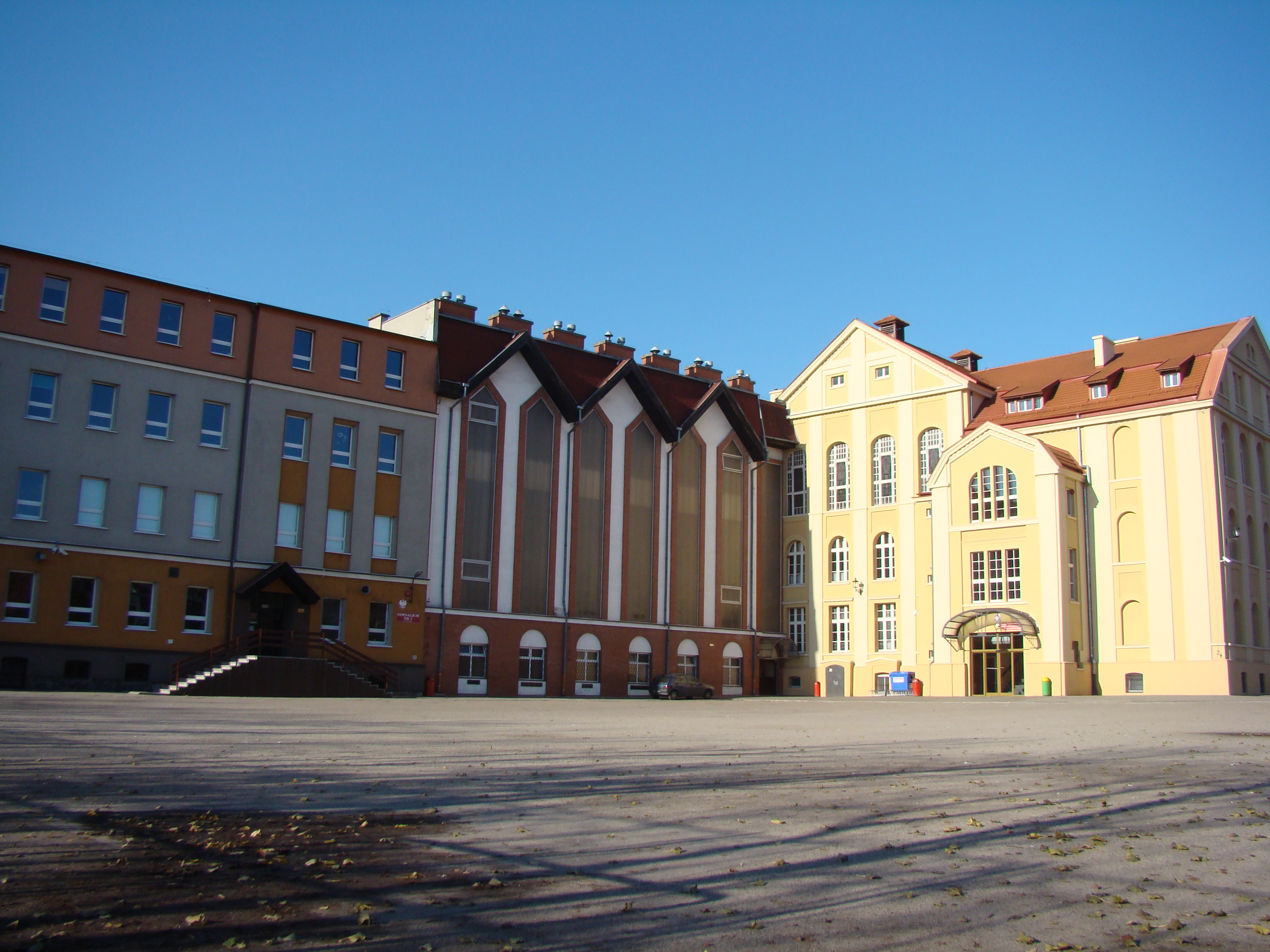
Szkoła Podstawowa nr 1

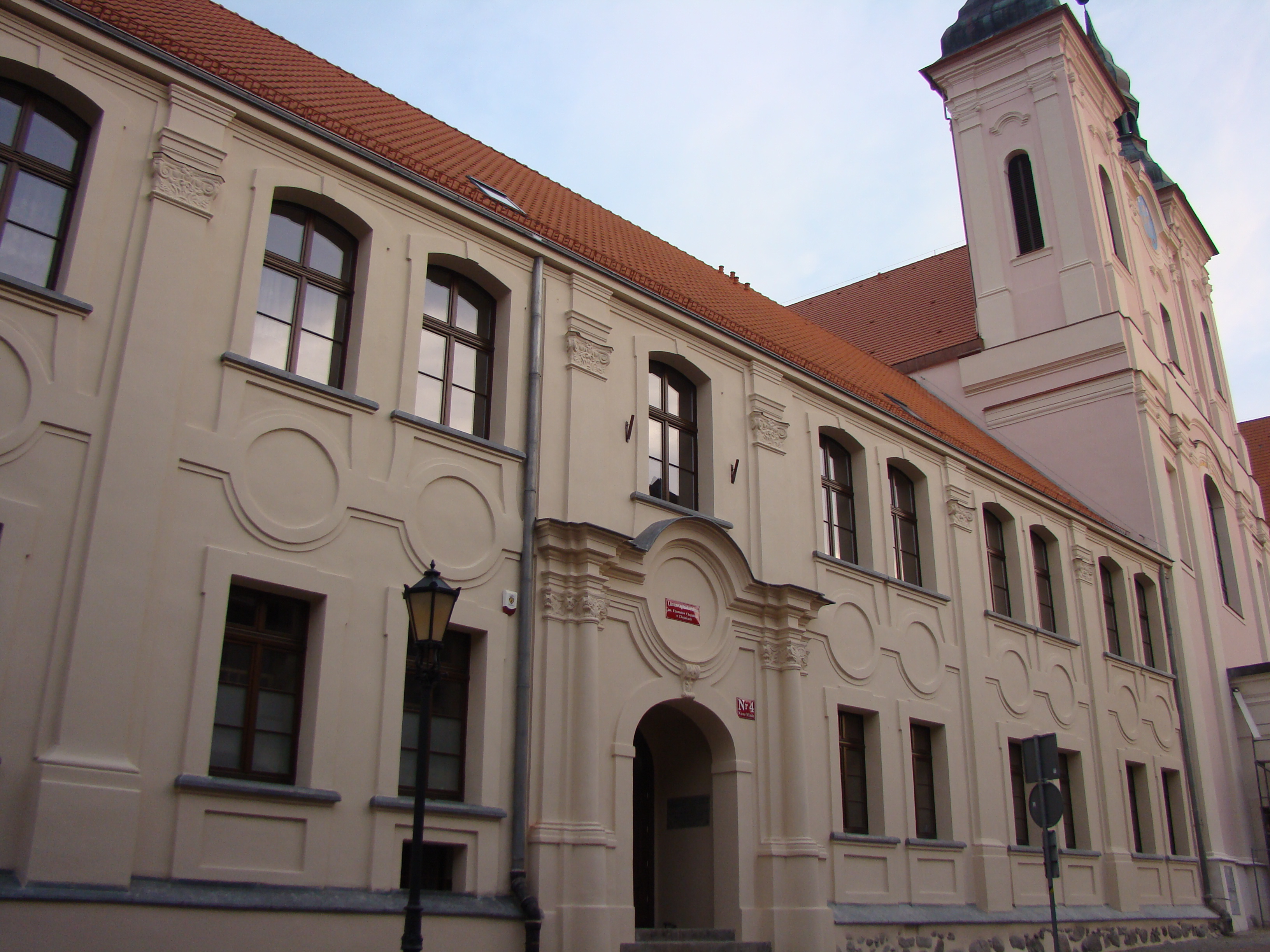
Liceum Ogólnokształcące im. Filomatów Chojnickich

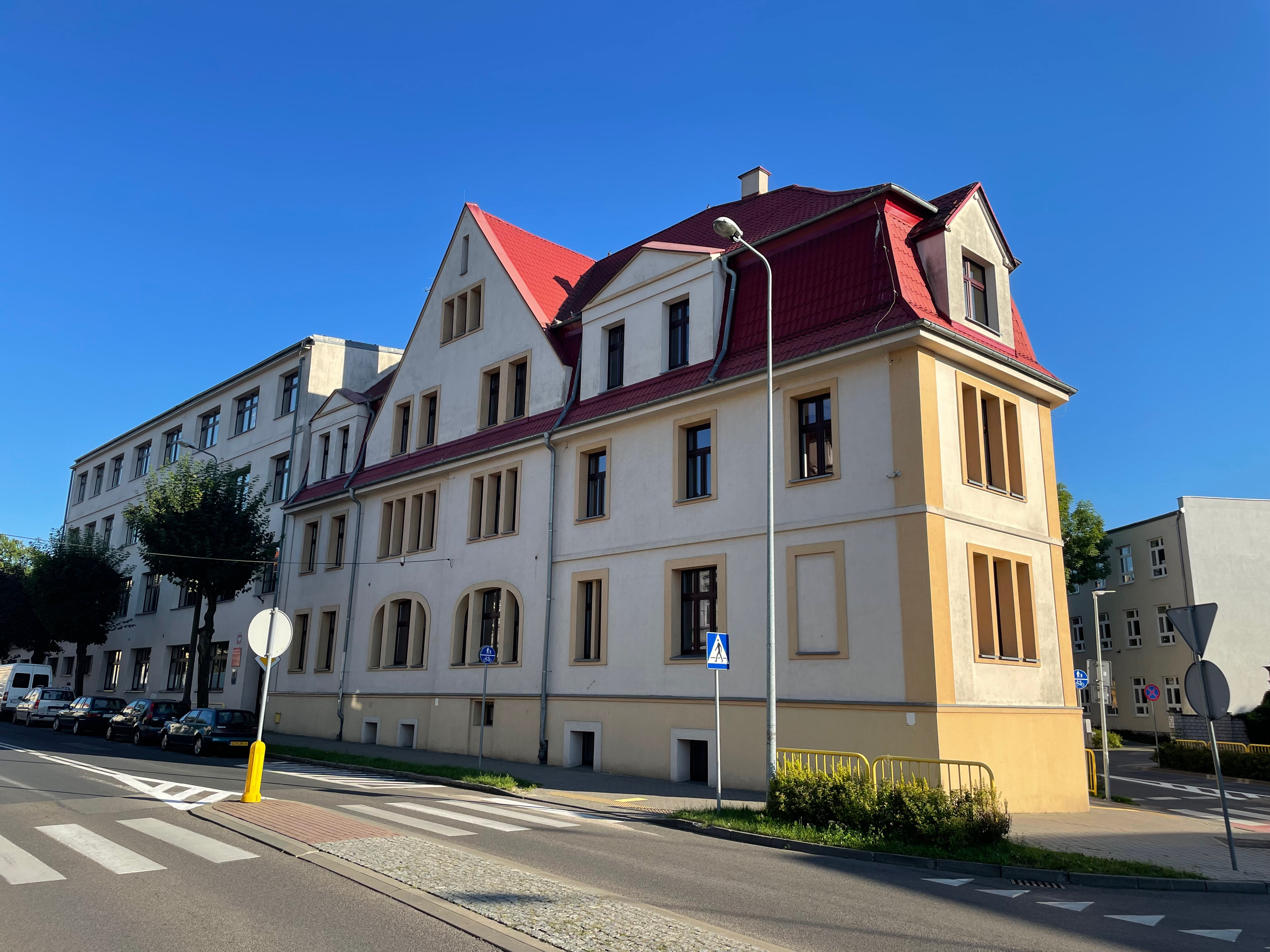
Technikum nr 2 w Chojnicach

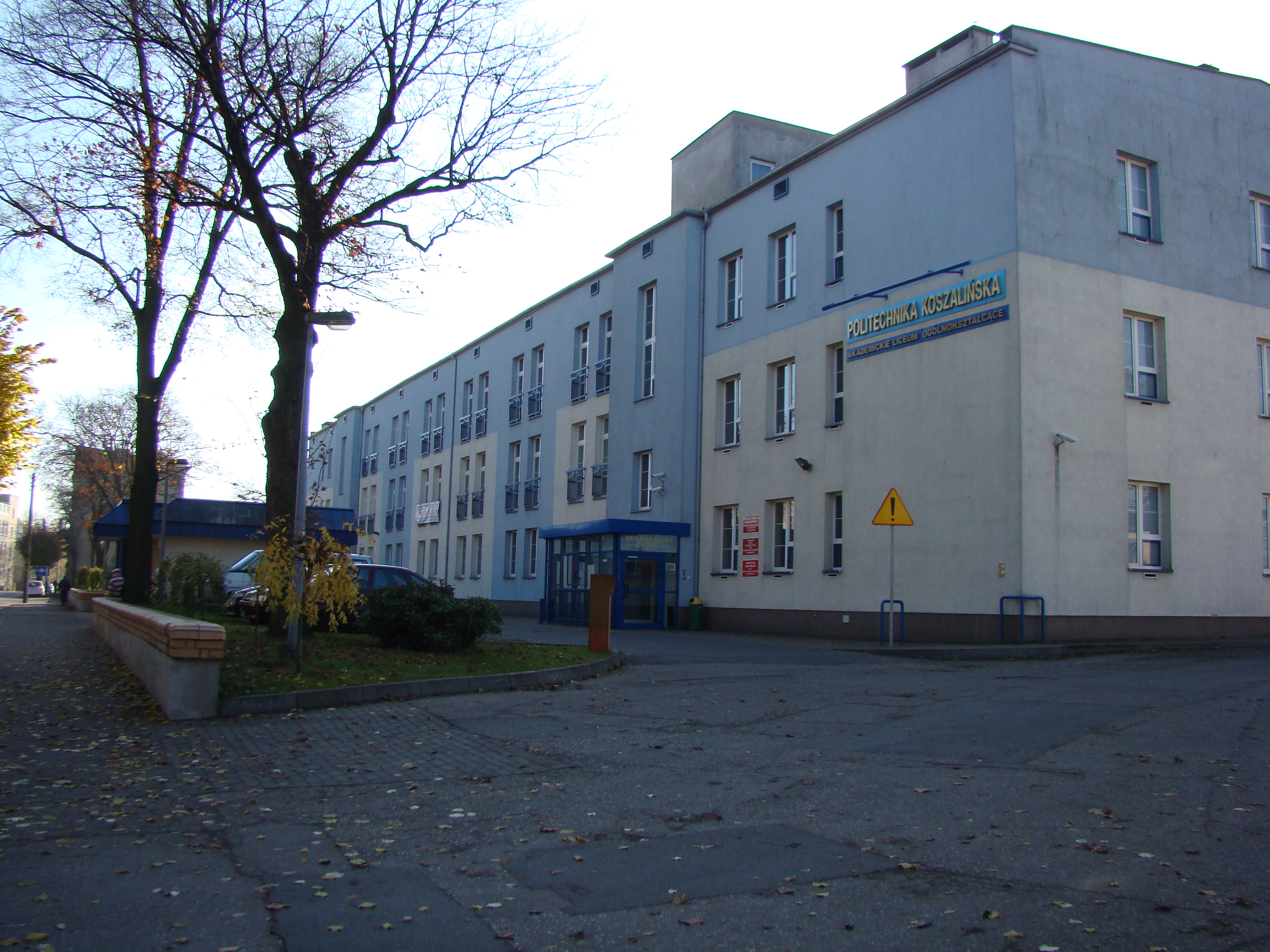
Politechnika Koszalińska, filia w Chojnicach

### Żłobki
- Żłobek Miejski w Chojnicach (budynek Przedszkola Samorządowego numer 9)

### Przedszkola
- Przedszkole „Bajka”
- Przedszkole nr 6
- Przedszkole nr 7
- Przedszkole Samorządowe nr 9 „Skrzaty” (z oddziałami integracyjnymi)
- Przedszkole Katolickie
- Przedszkole „Jarzębinka”

### Szkoły podstawowe
- Szkoła Podstawowa nr 1 im. J. Rydzkowskiego (z oddziałami integracyjnymi)
- Szkoła Podstawowa nr 3 im. Pamięci Kolejarzy Chojnickich
- Zespół Szkół Specjalnych (Szkoła Podstawowa, Przysposobienie do Pracy)
- Szkoła Podstawowa nr 5 im. J.H. Derdowskiego
- Szkoła Podstawowa nr 6 (Schronisko dla Nieletnich w Chojnicach)
- Szkoła Podstawowa nr 7 im. Jana Karnowskiego w Zespole Szkół numer 7
- Szkoła Podstawowa nr 8 im. Jana Pawła II
- Wspólnota Szkół Katolickich im. Piotra Dunina w Chojnicach

### Licea ogólnokształcące
- II Liceum Ogólnokształcące im. gen. Władysława Andersa
- Katolickie Liceum Ogólnokształcące im. Romualda Traugutta[59]
- Centrum Kształcenia Ustawicznego, Liceum Ogólnokształcące dla Dorosłych
- Liceum Ogólnokształcące im. Filomatów Chojnickich

### Szkoły zawodowe
- Zasadnicza Szkoła Zawodowa nr 1 w Zespole Szkół numer 1 im. Tajnej Organizacji Wojskowej „Gryf Pomorski”
- Zasadnicza Szkoła Zawodowa nr 2 w Zespole Szkół Ponadgimnazjalnych numer 2 im. św. Józefa Patrona Rzemieślników
- Chojnicka Szkoła Realna

### Szkoły wyższe
- Politechnika Koszalińska – filia w Chojnicach
- Sopocka Akademia Nauk Stosowanych – filia w Chojnicach
- Powszechna Wyższa Szkoła Humanistyczna „Pomerania” w Chojnicach

### Technika
- Technikum nr 1 w Chojnicach

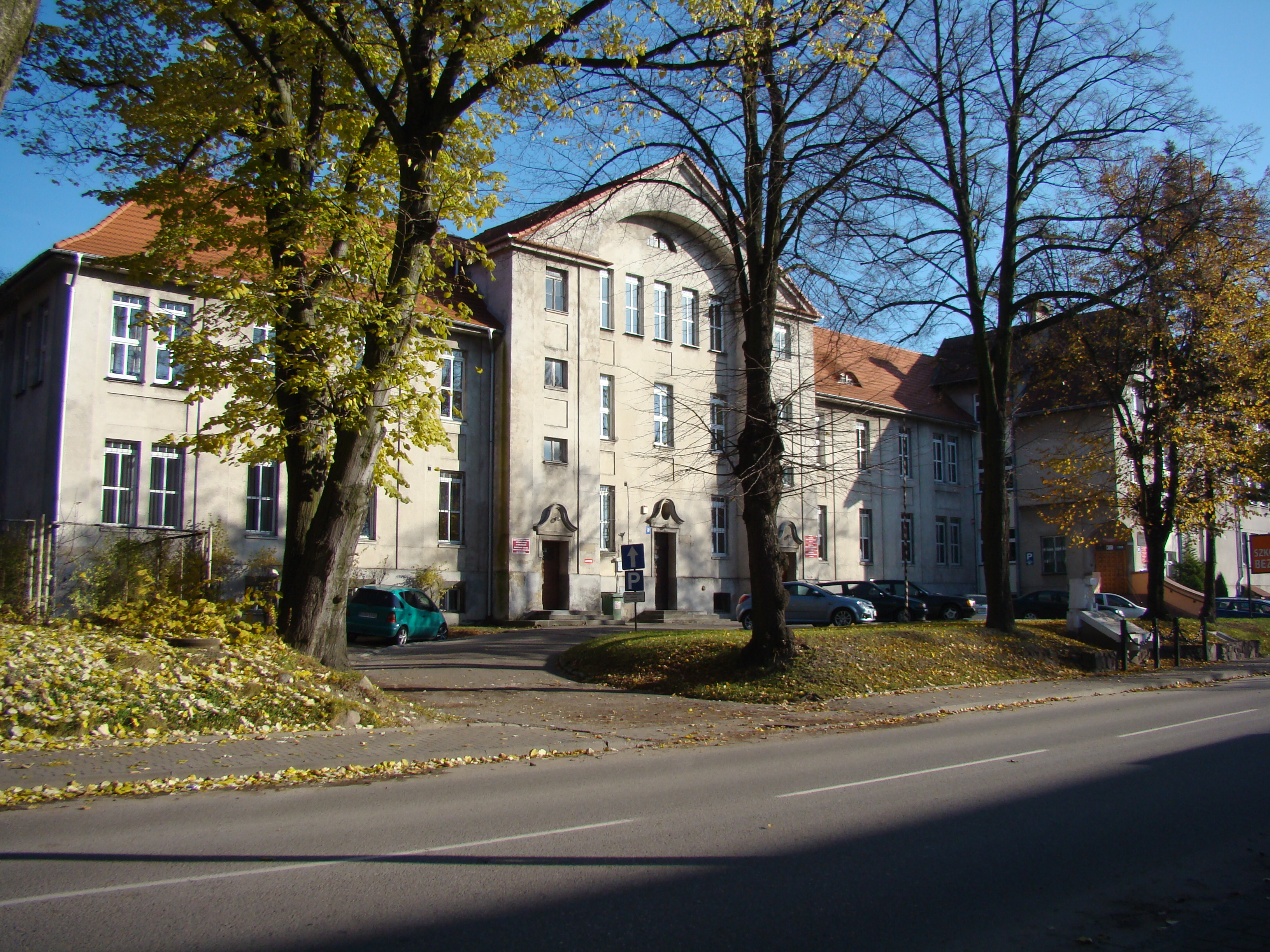
Centrum Kształcenia Ustawicznego

- Technikum nr 2 w Zespole Szkół Kształcenia Ponadgimnazjalnego
- Technikum nr 3 w Zespole Szkół Ponadgimnazjalnych numer 3 im. Bohaterów Szarży Pod Krojantami
- Technikum nr 4 w Zespole Szkół Ponadgimnazjalnych numer 2 im. św. Józefa Patrona Rzemieślników
- Centrum Kształcenia Ustawicznego
- Technikum im. Stefana Bieszka
- Szkoła Techniczna im. Dywizjonu 303 Bydgoskiego Zakładu Doskonalenia Zawodowego

### Szkoły muzyczne
- Szkoła muzyczna I stopnia w Chojnicach

## Sport

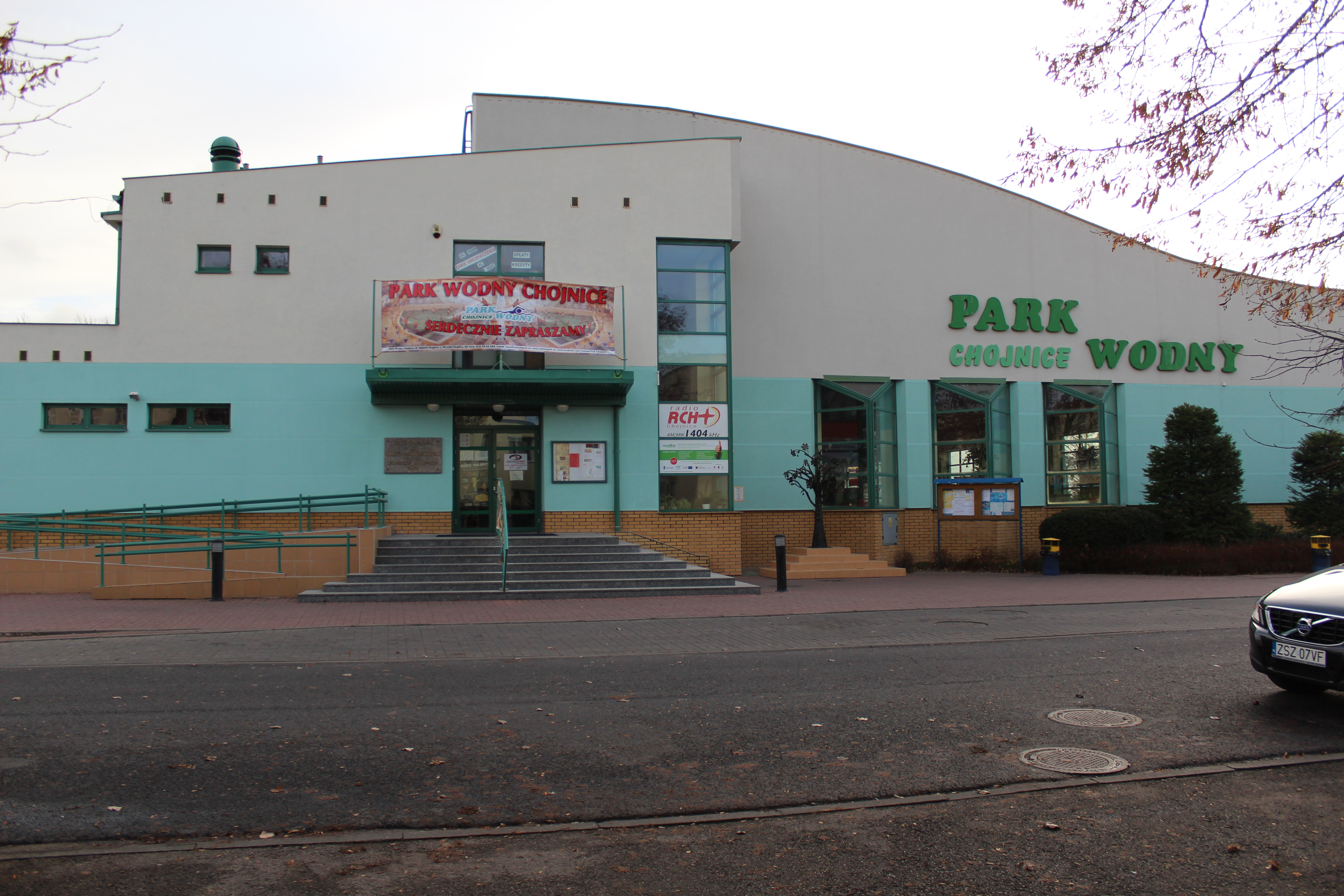
Park Wodny w Chojnicach

Chojnice są ośrodkiem sportowym w południowej części Pomorza. W mieście funkcjonuje kilkanaście stowarzyszeń zajmujących się sportem.

### Kluby sportowe
- Mieszane sztuki walki
  - Centrum Sztuk Walki w Chojnicach – klub oferujący szkolenie dzieci, młodzieży i dorosłych w różnorakich sztukach walki, jak MMA, BJJ (brazylijskie jiu-jitsu), boks czy krav maga. Wysoko wykwalifikowana kadra trenerska i bardzo dobrze wyposażona sala czynią to miejsce jednym z najbardziej profesjonalnych na Pomorzu.
- Boks
  - UKS Ósemka Chojnice – klub zajmujący się szkoleniem młodzieży. W kadrze znajduje się młodzieżowy reprezentant kraju Kazimierz Łęgowski. Zajęcia w klubie prowadzi m.in. były reprezentant Polski seniorów, medalista Mistrzostw Europy Seniorów Marcin Łęgowski.
  - KS Boxing Team Chojnice – klub zajmujący się szkoleniem młodzieży oraz organizacją imprez związanych z boksem seniorskim. W klubie zajęcia prowadzi m.in. wielokrotny młodzieżowy mistrz Polski, Marcin Gruchała. Największe sukcesy klubu w latach 2008–2010 to Mistrzostwo Polski juniorek Sandry Rybakowskiej w 2008 i 2009 w kategorii 52 kg oraz w 2010 w kategorii 57 kg, a także 5. miejsce na młodzieżowych mistrzostwach Europy w bułgarskim mieście Jamboł w 2008[60].
- Futsal
  - Red Devils Chojnice (ekstraklasa) – wicemistrz Polski z 2013 oraz zdobywca Pucharu Polski w 2016 roku[61].
  - Red Devils II Chojnice (II liga).
  - Holiday Chojnice – klub obecnie nieistniejący, dwukrotny wicemistrz Polski, zdobywca Pucharu Polski.
- Lekkoatletyka
  - Chojniczanka Chojnice – klub zajmujący się szkoleniem młodzieży, aktualnie w barwach klubu biega Kamila Kubaczyk, brązowa medalistka halowych mistrzostw Polski juniorów młodszych w sprincie na 60 m.
  - Florian Chojnice – sekcja klubu sportowego Kolejarz Chojnice, w kadrze kilku medalistów mistrzostw Polski weteranów oraz strażaków w biegach długodystansowych.
- Karate
  - Chojnicki Klub Kyokushin Karate.
- Petanque
  - ChTPF Chojnice (II liga).

- Piłka nożna
  - Chojniczanka Chojnice (II liga).

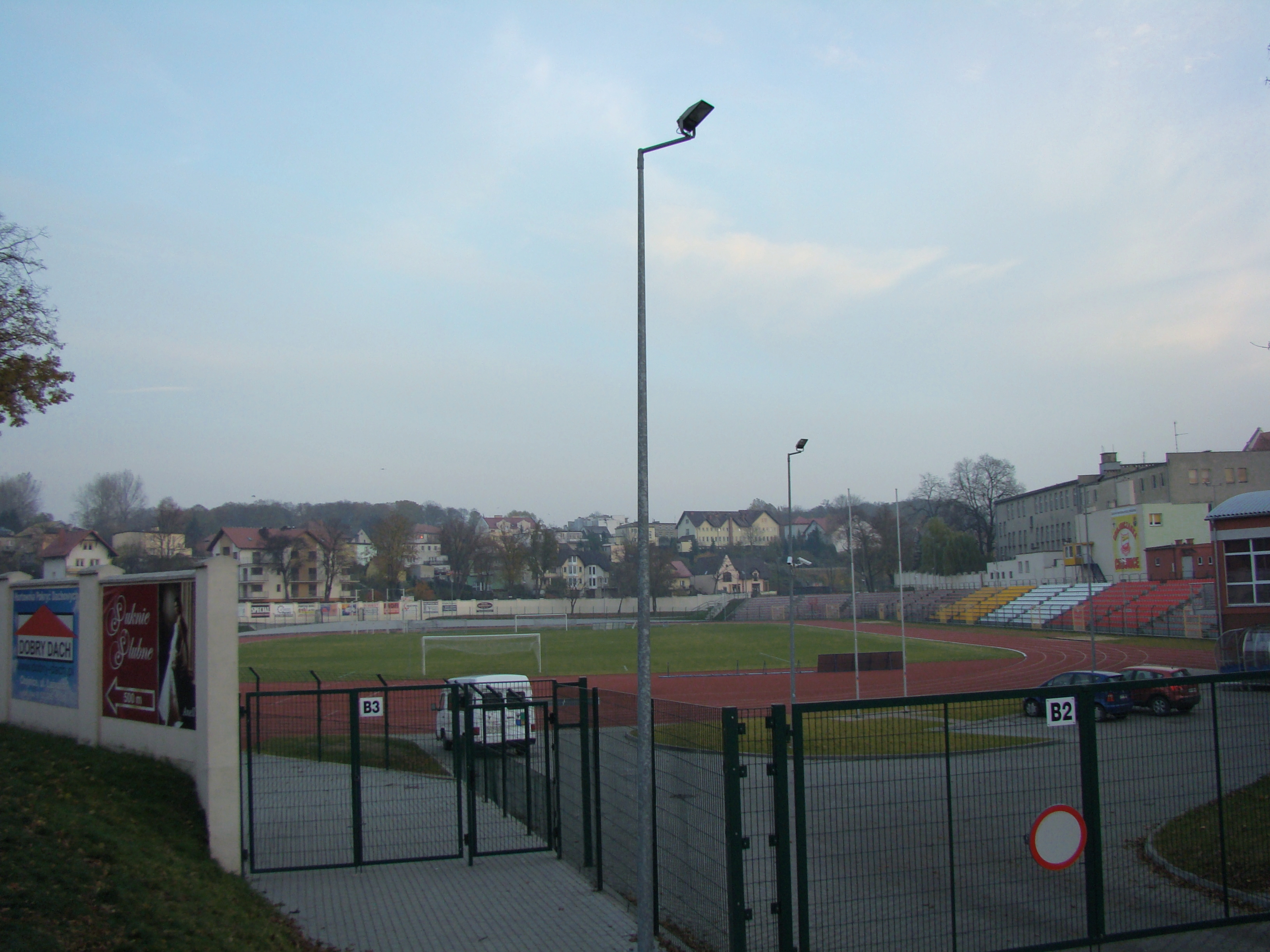
Murawa Stadionu Chojniczanki

  - Chojniczanka II Chojnice (IV liga).
  - Kolejarz Chojnice (V liga)[62].
- Rugby
  - UKS Rugby Tur Chojnice – klub zajmujący się szkoleniem młodzieży, powstał w dniu 22 maja 2003.
- Siatkówka:
  - UKS Ósemka Chojnice – klub wielosekcyjny, trenujący siatkarzy i siatkarki. Zaczął działać od 2008.
- Tenis Stołowy
  - Ósemka Chojnice – uczniowski klub sportowy wystawiający drużynę do rozgrywek ligowych. Tenisiści Ósemki grają w pomorskiej III lidze tenisa stołowego.
- Szachy
  - Ósemka Chojnice – uczniowski klub sportowy w Chojnicach wystawiający drużynę do rozgrywek ligowych. Szachiści Ósemki grają w kujawsko-pomorskiej III lidze szachowej, w okręgówce oraz w A klasie.
- Żeglarstwo
  - Chojnicki Klub Żeglarski – corocznie zdobywa medale i tytuły mistrza Polski w różnych klasach. Najbardziej rozwinięta w klubie jest praca w klasie optymist, zawodnicy ChKŻ z powodzeniem startują też w klasach ISA 407, laser, 420 i 470[63].
- Cheerleading
  - UKS Ósemka – treningi dziewcząt w kategoriach wiekowych junior młodszy, junior, senior. Sekcja działająca od 2007.

### Obiekty sportowe
- Centrum Park Chojnice – hala widowiskowo-sportowa o wymiarach 43 m długości × 22 m szerokości x 7 m wysokości, w której można rozgrywać spotkania futsalu, piłki ręcznej, koszykówki i siatkówki, domowy obiekt Red Devils Chojnice
- Park Wodny w Chojnicach
- Stadion Miejski Chojniczanka 1930 – stadion piłkarsko-lekkoatletyczny, domowy obiekt Chojniczanki Chojnice
- Modrak Chojnice – stadion piłkarski, posiadający szatnie oraz niewielką trybunę, domowy obiekt II drużyny Chojniczanki Chojnice[64]
- Stadion Miejski Kolejarz – stadion piłkarski, domowy obiekt Kolejarza Chojnice[65].

## Wspólnoty religijne

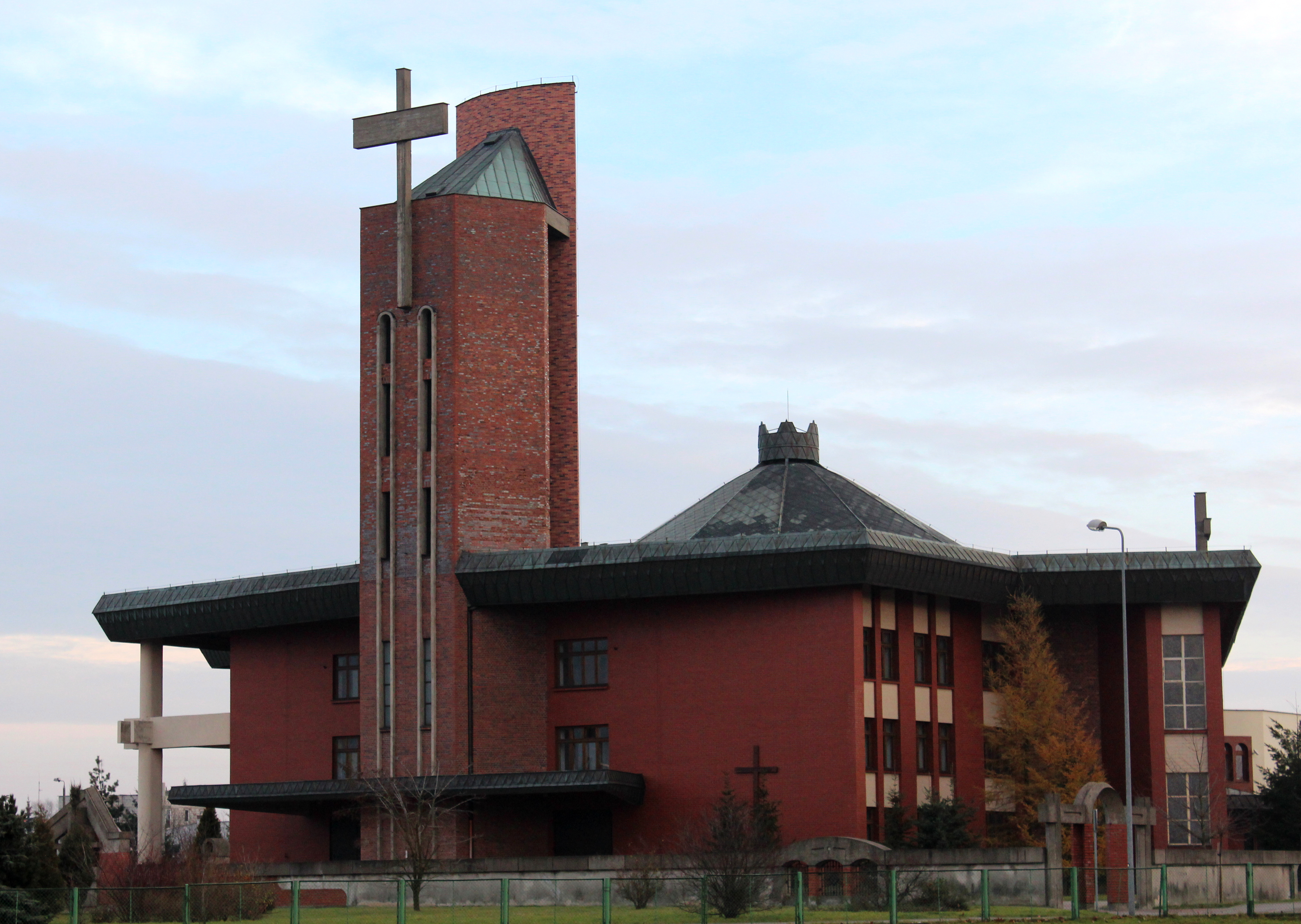
Kościół Matki Bożej Królowej Polski, obiekt sakralny

Na terenie miasta działalność religijną prowadzą:
- Ewangeliczny Związek Braterski w RP
  - zbór w Chojnicach
- Kościół Adwentystów Dnia Siódmego
  - zbór w Chojnicach
- Kościół Chrześcijan Baptystów w RP
  - zbór w Chojnicach[66]
- Kościół Zielonoświątkowy w RP
  - zbór w Chojnicach
- Kościół Rzymskokatolicki
  - parafia Chrystusa Króla i bł. Daniela Brottier[67]
  - parafia Matki Bożej Fatimskiej[68]
  - parafia Matki Bożej Królowej Polski
  - parafia Ścięcia św. Jana Chrzciciela[69]
  - parafia Chrystusa Miłosiernego[70]
  - parafia św. Jadwigi Królowej[71]
- Kościół Zielonoświątkowy w RP
  - zbór w Chojnicach[72]
- Świadkowie Jehowy (Sala Królestwa ul. Wysoka 41A)[73]:
  - zbór Chojnice-Wschód
  - zbór Chojnice-Zachód
  - zbór Chojnice-Rosyjski

## Współpraca międzynarodowa

### Miasta partnerskie
| Miasto                | Państwo  | Data rozpoczęcia współpracy |
| --------------------- | -------- | --------------------------- |
| Emsdetten             | Niemcy   | 12 marca 1996               |
| Mozyr                 | Białoruś | grudzień 2002               |
| Korsuń Szewczenkowski | Ukraina  | 20 grudnia 2004             |

### Miasta zaprzyjaźnione
| Miasto       | Państwo  | Data rozpoczęcia współpracy |
| ------------ | -------- | --------------------------- |
| Bad Bevensen | Niemcy   | 1994                        |
| Bayeux       | Francja  | [ 78 ]                      |
| Waalwijk     | Holandia | maj 2003                    |

## Zasłużeni Obywatele Miasta Chojnice
Źródło:
- Leszek Chamier Cieminski
- Edward Gabryś
- Tadeusz Guentzel
- Edmund Hapka
- Janina Kosiedowska
- Bogdan Kuffel
- Janusz Palmowski
- Wojciech Pietrzak
- Kazimierz Pułakowski
- Zbigniew Rajmund Stromski
- Tadeusz Szyca
- Maria Renata Wróblewska
- Zbigniew Wiśniewski

## Sąsiednie gminy
Chojnice, Człuchów, Kęsowo, Czersk, Brusy.